# Ranieri de’ Calzabigi
Ranieri Simone Francesco Maria de’ Calzabigi (Livorno, 1714. december 23. – Nápoly, 1795. július) 18. századi itáliai költő és librettista.

## Élete
Kezdetben kereskedelmi ügyekkel foglalkozott, hogy édesapját segítse, majd valószínűleg Livornóban folytatott irodalmi, Pisában pedig tudományos tanulmányokat, és Liburno Drepanio néven a Cortonai Etruszk Akadémia és az Arcadia Akadémia tagja volt.
1743-ban egy minisztériumban szolgált Nápolyban, ahol elkezdte a szövegkönyvírásnak szentelni magát. Egy mérgezési perben való részvétele miatt el kellett hagynia a várost, majd Párizsba ment, ahol megismerkedett Giacomo Casanovával; összebarátkoztak, és üzleteket kötöttek, köztük egy lottót. Ebben az időszakban Ranieri elkészítette a La Lulliade című hős-komikus költeményt, amely Jean-Baptiste Lully pályafutásának paródiája, s egyértelműen utal a Querelle des Bouffons esztétikai és kulturális problematikájára. 1755-ben újra kiadta barátja, Pietro Metastasio munkáit.
Miután elhagyta Franciaországot, 1761-ben Bécsben tartózkodott, hogy a Holland Könyvvizsgálói Kamara, később pedig a SMIR Apostolica tanácsadójaként szolgáljon. Giacomo Durazzo gróf, a bécsi udvari színház igazgatója közbenjárásának köszönhetően találkozhatott Christoph Willibald Gluckkal és Gasparo Angiolinivel. Gluck számára három operalibrettót írt: Orfeusz és Euridiké (1762), Alkésztisz (1767) és Párisz és Heléna (1770), és mindenekelőtt saját költői hatékonyságának köszönhetően aktívan hozzájárult az ún. glucki reformhoz.
Egy botrányt követően Mária Terézia császárnő utasítására el kellett hagynia Bécset. 1774-ben Pisában, 1780-ban pedig Nápolyban telepedett le, ahol megírta utolsó két librettóját, az Elfridát (1792) és az Elvirát (1794), mindkettőt Giovanni Paisiello zenésítette meg, és egészen haláláig a város irodalmi életének szentelte magát. Az ezerhétszáznyolcvanas évek első felében egyike volt azoknak az értelmiségieknek, akikkel Vittorio Alfieri találkozott, és egyedüliként bókolt neki, biztosítva, hogy műveivel az olasz színházat a franciával egy szintre emelte.
Szabadkőműves volt, ahogy Gerardo Tocchini írja:
„Ausztriában tehát a szabadkőműves kezdeményezés a tizennyolcadik század egyik nagy kulturális eseményének, az operareformnak a kiindulópontjaként egy librettista (az olasz Ranieri de’ Calzabigi) meg egy zenész (a cseh Christoph Willibald Gluck) szabadkőművesek közös erőfeszítéseinek eredménye, akiket a színházigazgató (Giacomo Durazzo genovai gróf) szabadkőműves alkalmazott, és egy birodalmi kancellár (Kaunitz hercege) szabadkőműves védelmezett, a szabadkőműves császár (I. Ferenc) kedvéért végzett műve: az Orfeusz és Euridiké (1762)"

## Bibliográfia
- Dizionario della Musica e dei Musicisti La Garzantina. Milánó: Garzanti (1983–2005)
- DEUMM Dizionario enciclopedico universale della musica e dei musicisti. Torino: UTET (1988)
- Federico Marri (szerk.). Ranieri Calzabigi fra Vienna e Napoli, atti del convegno di studi, Istituto Superiore di Studi Musicali P. Mascagni di Livorno. Livorno: Libreria Musicale Italiana (1998)
- Maurizio Mini, Andrea Pellegrini. Livorno, dalla 'musica americana' al Jazz – La storia, le storie. Livorno: Erasmo (2013). ISBN 978-88-89530-55-9, Collana Erasmo Musica – I Quadrati, 179. o.

## Fordítás
Ez a szócikk részben vagy egészben  a   Ranieri de' Calzabigi című olasz Wikipédia-szócikk ezen változatának fordításán alapul.  Az eredeti cikk szerkesztőit annak laptörténete sorolja fel. Ez a jelzés csupán a megfogalmazás eredetét és a szerzői jogokat jelzi, nem szolgál a cikkben szereplő információk forrásmegjelöléseként.